# Репрезентативная система
Репрезентати́вная систе́ма — понятие нейролингвистического программирования, означающее преимущественный способ получения человеком информации из внешнего мира.
Различают следующие репрезентативные системы (Р. С.) человека:
- визуальная — опирающаяся, в основном, на зрительные образы;
- аудиальная — опирающаяся, в основном, на слуховой канал информации;
  - аудиально-тональная — выделяющая, в первую очередь, звуки и тональные последовательности;
  - аудиально-дигитальная — выделяющая символы (слова);
- кинестетическая — опирающаяся, в основном, на обонятельный-осязательный канал информации.
- дискретная (дигитальная) — опирающаяся на субъективно-логическое осмысление человеком сигналов, полученных по трем вышеперечисленным каналам.

Кроме этого существуют олфакторная (обоняние) и густаторная (вкус) и прочие специфические системы, однако они очень слабо распространены.
По мнению Гриндера, понятие дискретной Р. С. не должно рассматриваться в качестве репрезентативной системы, так как оно подразумевает, что входящие сигналы уже прошли первичную обработку.
Одни из родоначальников НЛП, как науки, Джон Гриндер и Джудит Делозье утверждают, что человек при наличии выбора чаще употребляет слова, соответствующие его Р. с. (визуал: «Ваша позиция выглядит правильной», «ваша правота очевидна», «я вижу в ваших словах истину», аудиал: «Звучит похоже на правду», кинестет: «Я чувствую, что Вы правы», «в ваших словах ощущается истина», человек с доминирующей дискретной Р. с.: «Я думаю, Вы правы», «вы безусловно правы»). Практически это используется в методах НЛП в связи с невозможностью более точного анализа Р. С. (например, исследование данных ЭЭГ). Примером использования особенностей Р. С. могут являться методы снижения критичности восприятия субъекта путём употребления слов, соответствующих его Р. С. (например, «взгляните на эти данные, в них можно усмотреть очевидную необходимость дополнительных инвестиций») или же целенаправленное заострение внимания собеседника путём использования наиболее чуждых его Р. С. слов.